# Chłodnica laboratoryjna

Chłodnica przepływowa (destylacja prosta)

Chłodnica zwrotna

A – chłodnica Liebiga
B – chłodnica Westa
C – chłodnica Allihna

Chłodnica laboratoryjna – element sprzętu laboratoryjnego pełniący funkcję skraplacza, czyli urządzenia zamieniającego gaz w ciecz lub (rzadko) gaz w ciało stałe.
Pierwsze prymitywne wersje chłodnic – spiralne rurki podłączone do kolby oraz długie ramię retorty – stosowane były w już średniowieczu w laboratoriach alchemicznych. Obecnie chłodnice laboratoryjne są zazwyczaj wykonywane ze szkła o bardzo wysokiej odporności na zmiany temperatury (ze względu na to, że często w nich stykają się gorące pary związków chemicznych z zimnym medium chłodzącym.
W olbrzymiej większości chłodnic laboratoryjnych jako czynnik chłodzący jest używana zwykła woda kranowa, jednak dwa rodzaje chłodnic – powietrzne i Dewara – wykorzystują inne media chłodzące. Dowolną chłodnicę można także podłączyć do układu chłodząco-tłoczącego pracującego w obiegu zamkniętym. Pozwala to zmniejszyć zużycie wody w laboratorium, a przy zastosowaniu cieczy niskokrzepnących (np. etanolu) możliwe jest uzyskanie temperatur chłodzenia do -30 °C (dla typowych urządzeń dostępnych na rynku). Rozwiązanie takie stosuje się zazwyczaj do rotacyjnych wyparek próżniowych.

## Rodzaje chłodnic
Chłodnice laboratoryjne dzielą się na:
- przepływowe – gaz jest skraplany w trakcie przepływania przez chłodnicę, a uzyskana po skropleniu ciecz płynie w tym kierunku co skraplany strumień gazu
- zwrotne – gaz jest skraplany w momencie pierwszego kontaktu z chłodnicą, zaś ciecz uzyskana w wyniku skroplenia gazu płynie w kierunku przeciwnym (jest zawracana) do kierunku podążania strumienia gazu.

W  zintegrowanych zestawach destylacyjnych odpowiedni system rurek i kranów umożliwia przełączanie chłodnicy z funkcji zwrotnej na przepływową (i odwrotnie) w dowolnym momencie.

### Chłodnice przepływowe
- Najczęściej spotykaną chłodnicą przepływową jest chłodnica Liebiga. Składa się ona z prostej rurki wewnętrznej, która jest z jednej strony zakończona szlifem męskim, a z drugiej żeńskim i która jest wtopiona w drugą, szerszą rurkę, która posiada oliwki umożliwiające przyłączenie do nich węży doprowadzających wodę.
- Odmianą chłodnicy Liebiga jest chłodnica Westa, która różni się od chłodnicy Liebiga tym, że posiada bardzo wąską rurkę wewnętrzną. Wąska rurka wewnętrzna stwarza lepsze warunki do skroplenia strumienia gazów, pod warunkiem że nie ma ich zbyt wiele, stosuje się ją więc do destylacji niewielkich ilości substancji.
- Inną odmianą chłodnicy Liebiga jest też chłodnica Allihna, w której wewnętrzna rurka przyjmuje postać „ciągu bąbli”[1]. Chłodnica Allihna również stwarza lepsze warunki skraplania par od chłodnicy Liebiga, ale jest kosztowna w produkcji. Chłodnicę Allihna wykorzystuje się wyłącznie jako chłodnicę zwrotną.
- Chłodnica powietrzna jest najprymitywniejszą odmianą chłodnicy przepływowej i składa się z prostej rurki zakończonej z jednej strony szlifem męskim a z drugiej żeńskim. Medium chłodzącym jest tutaj po prostu powietrze otaczające chłodnicę. Chłodnice powietrzne stosuje się często w przypadku, gdy temperatura krzepnięcia destylowanej substancji jest wyższa od temperatury wody kranowej. Aby utrzymać taką substancję po skropleniu w stanie ciekłym, w celu uniknięcia zatykania się chłodnicy konieczne jest czasami nawet lekkie podgrzewanie takiej chłodnicy przy pomocy np. zwykłej suszarki do włosów.

Chłodnice zwrotne
A – chłodnica z wężownicą
B – chłodnica palcowa
C – chłodnica Friedrichsa
D – chłodnica Dewara

### Chłodnice zwrotne
- Chłodnica z wężownicą jest skonstruowana z grubej rury, wewnątrz której znajduje się skręcona w formie spirali druga rurka, połączona z oliwkami, do których podłącza się węże doprowadzające wodę. Jest to najczęściej spotykana chłodnica zwrotna.
- Chłodnica Dimrotha jest wydajniejszym wariantem chłodnicy z wężownicą, w której wężownica posiada obieg powrotny, a króciec wlotowy i wylotowy wody chłodzącej znajdują się na tym samym końcu chłodnicy. Stosowana także jako chłodnica przepływowa w wyparkach rotacyjnych.
- Chłodnica palcowa jest skonstruowana z dwóch rurek, zatopionych jedna w drugiej. Rurka zewnętrzna jest z jednej strony zatopiona, tworząc rodzaj palca, a z drugiej jest połączona z oliwką, którą doprowadza się wodę. Rurka wewnętrzna kończy się nieco powyżej dna rurki niezatopionym otworem, a od drugiej strony jest połączona oliwką, którą woda jest odprowadzana. Na rurce zewnętrznej jest szlif męski, który umożliwia mocowanie palca w innych elementach sprzętu laboratoryjnego. Chłodnice palcowe są najczęściej wykorzystywane w sublimatorach i głowicach rektyfikacyjnych.
- Chłodnica Friedrichsa, zwana również chłodnicą eterową, to kombinacja chłodnic palcowej i z wężownicą, którą cechuje bardzo wysoka skuteczność skraplania, dzięki podwójnemu systemowi chłodzenia. W chłodnicy tej woda przepływa najpierw przez palec chłodzący, a następnie jest kierowana do wężownicy. Tego rodzaju chłodnice są bardzo kosztowne i są stosowane do skraplania par substancji szczególnie nisko wrzących (m.in. do eteru dietylowego). Są one natomiast dość często spotykane w wyparkach (w wariancie przepływowym).
- Chłodnica Dewara to rura z głębokim zagłębieniem w kształcie stożkowo zakończonego cylindra. We wnętrzu tego cylindra umieszcza się mieszaniny chłodzące (te same, które są stosowane w łaźniach chłodzących). Pary skraplanej substancji wędrując do góry stykają się z zimną powierzchnią zewnętrzną tego cylindra i na skutek tego ulegają skropleniu. Chłodnice Dewara stosuje się do substancji o temperaturach skraplania poniżej temperatury, jaką zwykle ma woda kranowa. Są one też często używane w sublimatorach.
- Wariantem chłodnicy powietrznej zwrotnej jest kolumna rektyfikacyjna – mimo że celem jej stosowania nie jest zazwyczaj skraplanie cieczy, lecz ich rozdział. Przy osuszania rozpuszczalników pierwszym etapem jest wielogodzinne ogrzewanie do wrzenia z czynnikiem suszącym. Przy niewielkiej mocy grzania kolumna rektyfikacyjna pełni wówczas rolę chłodnicy zwrotnej. Po zwiększeniu mocy grzania staje się klasyczną kolumną rektyfikacyjną, a pary rozpuszczalnika skraplane są w standardowej chłodnicy przepływowej, będącej kolejnym elementem zestawu destylacyjnego. Strategia taka pozwala na przeprowadzenie procesu refluksu i następczej destylacji bez konieczności rearanżacji aparatury.